# Río Negro (Cile)
Río Negro è un comune del Cile della provincia di Osorno nella Regione di Los Lagos. Al censimento del 2002 possedeva una popolazione di 14.732 abitanti.

## Società

### Evoluzione demografica
| Censimento del 1992 | Censimento del 2002 |
| 16.026 ab.          | 14.732 ab.          |